# 월터 페이터
월터 허레이쇼 페이터(영어: Walter Horatio Pater, 1839년 8월 4일~1894년 7월 30일)는 영국의 문학가 및 평론가이다. 옥스퍼드 대학을 졸업하고 평생을 옥스퍼드 대학의 교수로 지냈다. 예술을 위한 예술의 대변자로서 《문예부흥》을 저술하여 미적 인상의 강렬하고 풍부한 경험을 유일의 목적으로 하는 허무주의적 심미주의를 역설하였다. 근대 영국의 가장 위대한 비평가의 한 사람이다. 저서로는 《쾌락주의자 마리우스》와 《사상적 초상》 등이 있다.

## 생애 초반
런던 이스트엔드에 있는 스테프니에서 태어난 월터 페이터는 19세기 초반 빈자들 사이에서 의학을 수련하고자 런던에 자리잡은 내과의 리처드 글로드 페이터의 차남이었다. 아버지는 월터가 아기일 때 사망하였고, 가족들은 런던 엔필드로 이사를 갔다. 월터는 엔필드 그래머 스쿨에 다녔으며 교장에게 개인적으로 교습을 받았다.
1853년 월터 페이터는 그의 생애 전체에 걸쳐 감명을 남긴 대성당의 아름다움이 있던 캔터브리 킹즈 스쿨에 보내졌다. 어머니 마리아 페이터가 1854년 사망할 무렵 그는 14살이었다. 학생시절 페이터는 존 러스킨의 <현대 화가>를 읽었으며, 이는 곧 일생에 걸쳐 예술 연구에 끌리도록 해주었으며 유려한 산문에 대한 취미를 갖게 해주었다. 그는 학교 장학금을 얻어 1858년 옥스퍼드 대학 퀸즈 컬리지에 진학하였다.